# Belgische Gouden Schoen 2024
De Belgische Gouden Schoen 2024 werd op 4 februari 2025 uitgereikt. Het was de 71ste keer dat de voetbaltrofee voor de beste speler in de Belgische competitie wordt uitgedeeld.
Bij de mannen won Hans Vanaken van Club Brugge de prijs voor de derde keer.

De Gouden Schoen voor beste Belgische voetbalster ging voor de vijfde maal naar Tessa Wullaert van Inter Milaan.
De Gouden Schoen werd uitgereikt in het Silt Middelkerke.

## Uitslag

### Mannen
| Nr. | Land                                   | Naam             | Club(s)           | Ptn. |
| --- | -------------------------------------- | ---------------- | ----------------- | ---- |
| 1.  | Vlag van België                        | Hans Vanaken     | Club Brugge       | 619  |
| 2.  | Vlag van Spanje                        | Cameron Puertas  | Union Sint-Gillis | 422  |
| 3.  | Vlag van Denemarken                    | Kasper Dolberg   | RSC Anderlecht    | 214  |
| 4.  | Vlag van Nigeria                       | Tolu Arokodare   | KRC Genk          | 151  |
| 5.  | Vlag van Togo                          | Kévin Denkey     | Cercle Brugge     | 119  |
| 6.  | Vlag van Griekenland                   | Christos Tzolis  | Club Brugge       | 79   |
| 7.  | Vlag van Nederland · Vlag van Suriname | Tjaronn Chery    | Antwerp FC        | 55   |
| 8.  | Vlag van Algerije                      | Mohamed Amoura   | Union Sint-Gillis | 48   |
| 9.  | Vlag van België                        | Mario Stroeykens | RSC Anderlecht    | 39   |
| 10. | Vlag van België                        | Maxim De Cuyper  | Club Brugge       | 37   |

### Vrouwen
| Nr. | Land              | Naam              | Club(s)                              | Ptn. |
| --- | ----------------- | ----------------- | ------------------------------------ | ---- |
| 1.  | Vlag van België   | Tessa Wullaert    | Fortuna Sittard / Inter Milaan       | 200  |
| 2.  | Vlag van België   | Marie Detruyer    | Oud-Heverlee Leuven / Inter Milaan   | 102  |
| 3.  | Vlag van België   | Sari Kees         | Oud-Heverlee Leuven / Leicester City | 50   |
| 4.  | Vlag van België   | Saar Janssen      | Oud-Heverlee Leuven                  | 42   |
| 5.  | Vlag van België   | Mariam Toloba     | Standard Luik                        | 26   |
| 5.  | Vlag van Roemenië | Ștefania Vătafu   | Anderlecht                           | 26   |
| 5.  | Vlag van Ierland  | Amber Barrett     | Standard Luik                        | 26   |
| 8.  | Vlag van België   | Janice Cayman     | Leicester City                       | 24   |
| 9.  | Vlag van België   | Kassandra Missipo | US Sassuolo                          | 23   |
| 10. | Vlag van België   | Sarah Wijnants    | Anderlecht                           | 22   |

## Nevenprijzen

### Goal van het Jaar
| Nr. | Land             | Naam          | Club         |
| --- | ---------------- | ------------- | ------------ |
| 1.  | Vlag van Kroatië | Luka Vušković | KVC Westerlo |

### Trainer van het Jaar
| Nr. | Land               | Naam              | Club              | Punten |
| --- | ------------------ | ----------------- | ----------------- | ------ |
| 1.  | Vlag van België    | Nicky Hayen       | Club Brugge       | 633    |
| 2.  | Vlag van Duitsland | Thorsten Fink     | STVV / KRC Genk   | 444    |
| 3.  | Vlag van Duitsland | Alexander Blessin | Union Sint-Gillis | 380    |

### Doelman van het Jaar
| Nr. | Land              | Naam              | Club           | Punten |
| --- | ----------------- | ----------------- | -------------- | ------ |
| 1.  | Vlag van België   | Simon Mignolet    | Club Brugge    | 444    |
| 2.  | Vlag van België   | Colin Coosemans   | RSC Anderlecht | 419    |
| 3.  | Vlag van Brazilië | Steillon Warleson | Cercle Brugge  | 313    |

### Belofte van het Jaar
| Nr. | Land                               | Naam              | Club            | Punten |
| --- | ---------------------------------- | ----------------- | --------------- | ------ |
| 1.  | Vlag van België · Vlag van Marokko | Bilal El Khannous | KRC Genk        | 268    |
| 2.  | Vlag van België                    | Matte Smets       | STVV / KRC Genk | 264    |
| 3.  | Vlag van België                    | Mario Stroeykens  | RSC Anderlecht  | 216    |

### Beste Belg in het buitenland
| Nr. | Naam                 | Club             | Punten |
| --- | -------------------- | ---------------- | ------ |
| 1.  | Charles De Ketelaere | Atalanta Bergamo | 516    |
| 2.  | Kevin De Bruyne      | Manchester City  | 438    |
| 3.  | Loïs Openda          | RB Leipzig       | 237    |

1954 · 
1955 · 
1956 · 
1957 · 
1958 · 
1959 · 
1960 · 
1961 · 
1962 · 
1963 · 
1964 · 
1965 · 
1966 · 
1967 · 
1968 · 
1969 · 
1970 · 
1971 · 
1972 · 
1973 · 
1974 · 
1975 · 
1976 · 
1977 · 
1978 · 
1979 · 
1980 · 
1981 · 
1982 · 
1983 · 
1984 · 
1985 · 
1986 · 
1987 · 
1988 · 
1989 · 
1990 · 
1991 · 
1992 · 
1993 · 
1994 · 
1995 · 
1996 · 
1997 · 
1998 · 
1999 · 
2000 · 
2001 · 
2002 · 
2003 · 
2004 · 
2005 · 
2006 · 
2007 · 
2008 · 
2009 · 
2010 · 
2011 · 
2012 · 
2013 · 
2014 · 
2015 · 
2016 · 
2017 ·
2018 ·
2019 ·
2020 ·
2022 ·
2023 ·
2024